# Касас-Альтас
Касас-Альтас (ісп. Casas Altas) — муніципалітет в Іспанії, у складі автономної спільноти Валенсія, у провінції Валенсія. Населення — 180 осіб (2010).

## Географія
Муніципалітет розташований на відстані близько 210 км на схід від Мадрида, 95 км на північний захід від Валенсії.

## Демографія
Динаміка населення (INE ):

## Галерея зображень

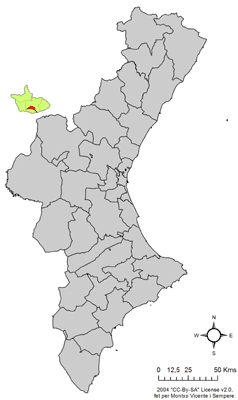
Розташування муніципалітету Касас-Альтас у автономній спільноті Валенсія
Розташування муніципалітету Касас-Альтас у комарці Рекена-Утьєль